# Lepthercus
Lepthercus là một chi nhện trong họ Nemesiidae.
Lepthercus được miêu tả năm 1092 bởi Purcell.

## Các loài
Lepthercus có các loài sau:
- Lepthercus dregei Purcell, 1902
- Lepthercus rattrayi Hewitt, 1917